# Bryony Coles
Bryony Jean Coles, FBA, FSA (geborene Orme, * 12. August 1946) ist eine britische Archäologin, die sich mit der Urgeschichte des Nordseeraumes befasst. Sie wurde bekannt durch ihre Arbeiten zu Doggerland, dem Land, das während der letzten Eiszeit Großbritannien mit Kontinentaleuropa und Skandinavien verband und nun von der Nordsee überspült ist.

## Laufbahn
Bryony Orme wurde als Tochter von John Samuel Orme CB OBE und Jean Esther Orme (geborene Harris) geboren. Sie studierte an der Universität von Bristol. In der Zeit von 1965 bis 1968 nahm sie an mehreren archäologischen Ausgrabungen teil. Sie absolvierte ein Masterstudium am London Institute of Archaeology in Anthropologie.
Coles wurde 1972 Dozentin und 1996 Professorin für Prähistorische Archäologie an der Universität von Exeter.
Coles heiratete 1985 den in Kanada geborenen Archäologen John Coles, der 2020 starb. Sie riefen 1998 das John and Bryony Coles Stipendium ins Leben, das einen Zuschuss zu Studienreisen für Archäologiestudenten ermöglicht.

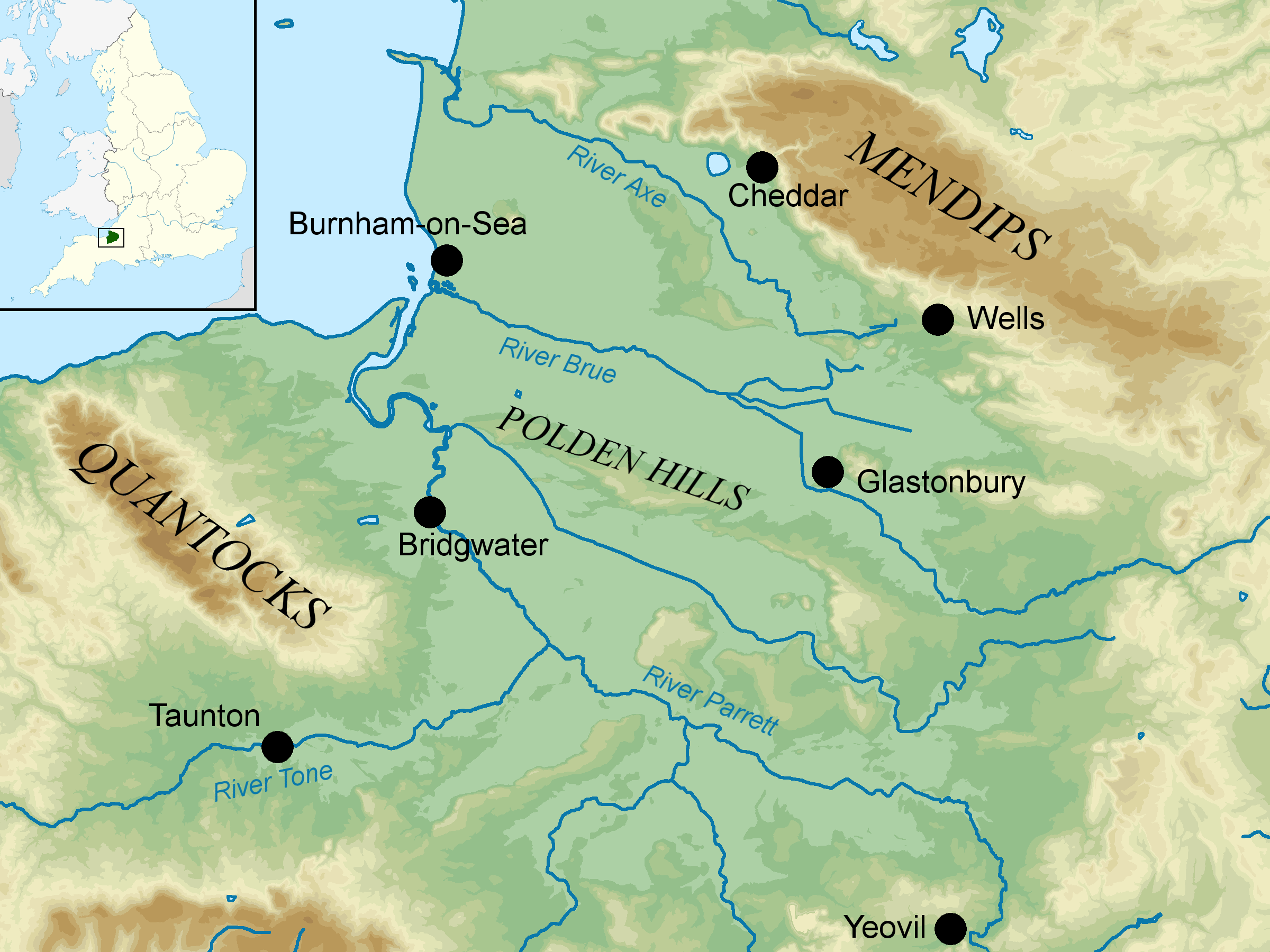
Somerset Levels und Umgebung

Coles führte gemeinsam mit ihrem Ehemann umfangreiche archäologische Studien in Feuchtgebieten durch, insbesondere in den Torfgebieten der Somerset Levels, einer küstennahen Ebene in Somerset, die von den Flüssen Parrett im Süden sowie von Axe und Brue im Norden entwässert wird. So gründeten sie einen neuen Zweig der Archäologie, der sich auf Feuchtgebiete konzentriert. Für das Somerset Levels Project erhielten sie 1998 den Imperial Chemical Industries (ICI) Award für Archäologie. Zu den Grabungsorten von Coles gehörte der neolithische Holzsteg am Sweet Track.
Seit den 1990er Jahren befasste Coles sich umfassend mit der Erforschung von Doggerland, das in der Mittelsteinzeit eine große, von Jägern und Sammlern bevölkerte Siedlungsfläche und nicht nur eine Landbrücke war. Coles benannte Doggerland nach der Dogger Bank, einer großen Sandbank in der Nordsee, der höchsten Erhebung von Doggerland. 1998 publizierte Coles hypothetische Landkarten von Doggerland, da sich dessen Topographie von dem heutigen unterseeischen Relief der Nordsee unterscheidet.
Nachdem Coles zu der Erkenntnis gekommen war, dass zahlreiche Spuren an konserviertem Holz aus den Somerset Levels von Bibern stammten und nicht wie ursprünglich angenommen von Menschen, studierte sie den europäischen Biber. Um zu lernen, wie sich Abdrücke von Bibern und Menschen an Holz unterscheiden, verfolgte sie über fünf Jahre hinweg die Aktivitäten von Bibern in der Bretagne.
Coles wurde 2008 emeritiert.
Am 27. November 1975 wurde Coles Fellow of the Society of Antiquaries of London (FSA) und 2007 wurde sie Fellow of the British Academy (FBA).

## Publikationen (Auswahl)
- People of the Wetlands. Bogs, Bodies and Lake-Dwellers (= Ancient Peoples and Places, Band 106). Thames & Hudson, London 1989, ISBN 0-500-02112-0.